# Psiloderces grohotensis
Espèce
Psiloderces grohotensis est une espèce d'araignées aranéomorphes de la famille des Psilodercidae.

## Distribution
Cette espèce est endémique de Kalimantan en Indonésie. Elle se rencontre vers Tanah Grohot.

## Description
Le mâle holotype mesure 1,30 mm et la femelle paratype 1,49 mm.

## Étymologie
Son nom d'espèce, composé de grohot et du suffixe latin -ensis, « qui vit dans, qui habite », lui a été donné en référence au lieu de sa découverte, Tanah Grohot.

## Publication originale
- Chang & Li, 2020 : Fourteen new species of the spider genus Psiloderces Simon, 1892 from Southeast Asia (Araneae, Psilodercidae). ZooKeys, vol. 902, p. 61-105 (texte intégral).